# Роуч, Падди
Патрик (Падди) Джозеф Кристофер Роуч (англ. Patrick (Paddy) Joseph Christopher Roche; родился 4 января 1951, Дублин, Ирландия) — ирландский футболист. Выступал на позиции вратаря. Был игроком национальной сборной.

## Биография
Патрик родился в Дублине, но начал свою карьеру в «Шелбурне», выступая за который получил свой первый вызов в сборную страны. Выступая за «шеллс», он провёл более ста игр и забил один гол в лиге. Он дошел с клубом до финала Кубка Ирландии по футболу 1973 года, когда «шеллс» проиграли «Корк Хибернианс» в переигровке. Он перешел в «Манчестер Юнайтед» в 1973 году за 15 000 фунтов стерлингов.
Роуч провёл 46 матчей за «Юнайтед», будучи вторым голкипером команды после Алексом Степни, а затем Гари Бейли.